# Eraclio di Edessa
Eraclio di Edessa (latino: Heraclius; ... – Arcadiopoli, 474) è stato un generale romano dell'Impero d'Oriente che partecipò alla disastrosa operazione contro il Regno dei Vandali del 468.

## Biografia
Nativo di Edessa, era figlio di Floro. Le fonti lo descrivono frettoloso e impetuoso, mancante di previdenza e prudenza.
Prima del 468 ricopriva probabilmente la carica di comes rei militaris per l'Oriente; fu inviato con delle truppe a sostenere i Lazi contro i Sasanidi e gli Iberici, ma i suoi alleati non riuscirono a rifornire adeguatamente le sue truppe ed Eraclio fu costretto a ritirarsi.
Nel 468 fu inviato da Costantinopoli in Egitto, dove raccolse truppe per la imponente operazione contro i Vandali in Africa; accompagnato da Marso, sbarcò in Tripolitania, dove sconfisse le truppe vandale, proseguendo poi via terra fino a Cartagine. L'operazione, però, non ebbe successo, in quanto la flotta del comandante in capo dell'operazione, Basilisco, fu distrutta dai Vandali, ed Eraclio fu costretto a ritornare a Costantinopoli.
Nel 471 aiutò l'imperatore Leone I a sbarazzarsi dell'ingombrante magister militum di origine barbara Aspar.
Nel 474, durante il regno di Zenone, aveva raggiunto il rango di magister militum per Thracias; in tale qualità affrontò i Goti di Teodorico Strabone, ma fu catturato in Tracia, per poi essere liberato quando l'imperatore pagò un riscatto. Zenone lo inviò a casa, ma lungo la strada, ad Arcadiopoli, fu assassinato da alcuni soldati per delle crudeltà che aveva commesso durante il suo mandato (un'altra versione lo vuole ucciso da Strabone nel Chersoneso).